# Schwarzersdorf

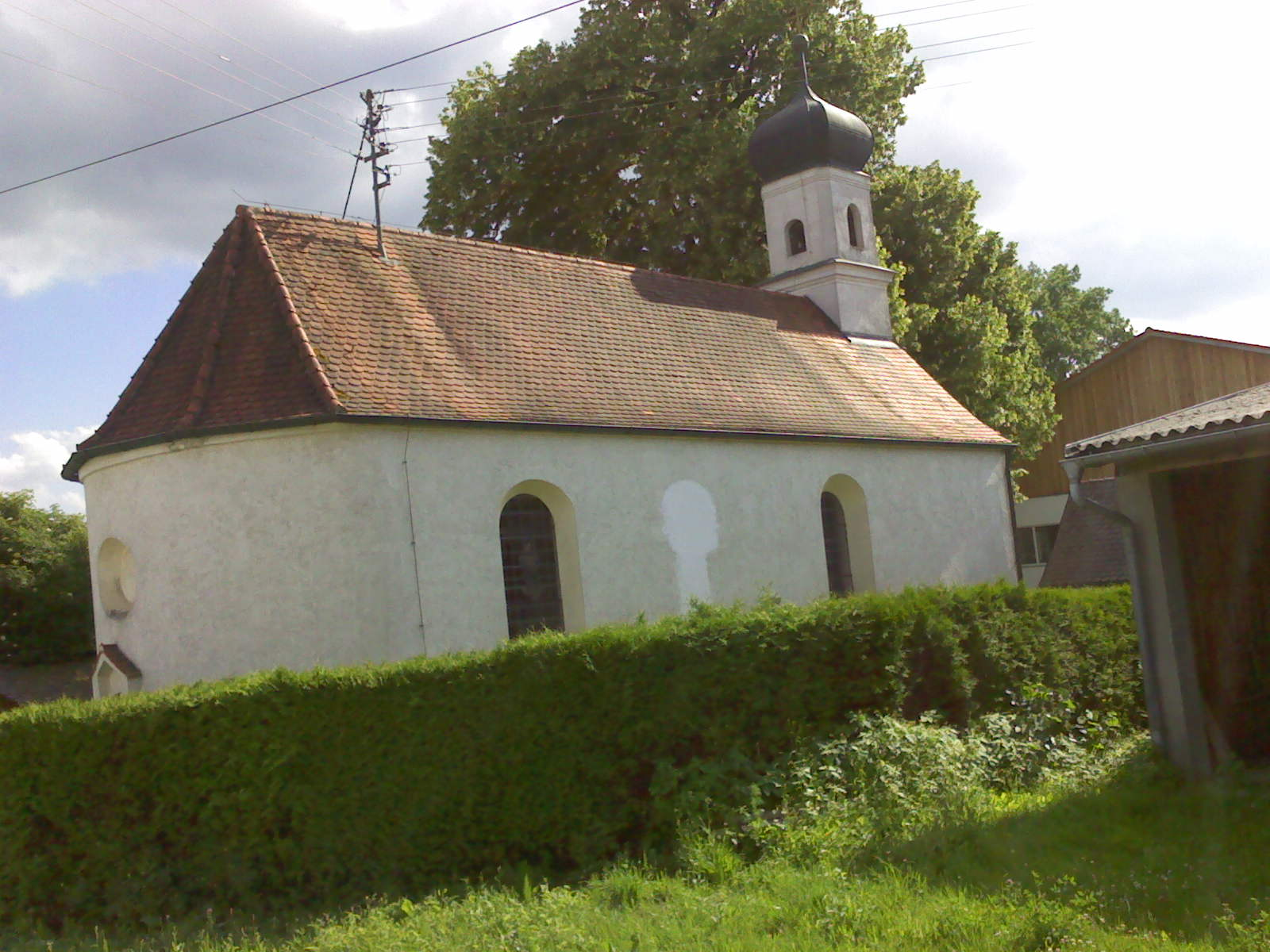
Katholische Filialkirche St. Michael in Schwarzersdorf

Schwarzersdorf ist ein Kirchdorf und Ortsteil der Gemeinde Mauern im oberbayerischen Landkreis Freising, Bayern.

## Geschichte
Der Ort wird 754 unter dem Namen „Swarzolfesdorf“ in einer Schenkungsurkunde an die Kirche in Thulbach genannt. Die Filiale Schwarzersdorf ist am 25. April 1878 aus der Pfarrei Margarethenried, in der sie bereits 1315 erwähnt wurde, in die Pfarrei Mauern umgepfarrt worden. Die jetzige dem Patrozinium des heiligen Erzengel Michael geweihte Kirche ist um 1716/1717 nach dem Plan des Gerichtsbaumeisters in Moosburg erbaut worden.
Der Ort war bis zum Beginn des 19. Jahrhunderts Sitz einer Obmannschaft im Landgericht Moosburg an der Isar. Zu ihr gehörten neben dem Hauptort auch Dürnseiboldsdorf und Weihern. Die politische Gemeinde Reichersdorf, zu der Schwarzersdorf ursprünglich gehörte, entstand mit dem Gemeindeedikt von 1818. Am 1. Januar 1971 wurde die Gemeinde Reichersdorf mit dem Kirchdorf Gelbersdorf nach Gammelsdorf eingemeindet, Schwarzersdorf kam zu Mauern.